# Rio Eiul
O Rio Eiul é um rio da Romênia, afluente do Vedea, localizado no distrito de Argeş.